# Magtens Korridorer
Magtens Korridorer és un grup de música de rock alternatiu danès creat l'any 1995 a Copenhaguen. La banda es descriu com una mescla de música rock i post-punk i està constituïda per Johan Olsen (veus), Rasmus Kern (guitarra, sintonitzador, mostrejador i altres teclats), Niklas Schneidermann (guitarra), Terkel Møhl (baix) i Anders Ramhede (bateria).

## Història
L'any 1996 la banda feu una cinta de demostració, el qual incluí la cançó "Hestevisen", presentada en el popular programa Tæskeholdet de l'emissora de ràdio DR P3. Aquest fet propulsà la banda a la fama malgrat no haver enregistrat un àlbum encara.
L'any 1998 enregistrà el seu àlbum de debut, Bagsiden Af Medaljen, però l'àlbum fracassà a nivell comercial. Pels següents set anys, no se sentí gaire de la banda fins que Terkel, Niklas i Anders decidiren reunir-la de nou. L'any 2005, captà l'atenció de Karrierekanonen, un programa per a descobrir nous talents musicals de Dinamarca. Aquell mateix any, la banda publicà un nou àlbum, Friværdi, el qual fou un èxit crític i comercial. Posteriorment, diversos senzills foren publicats, com ara "Lorteparforhold", "Pícnic (på Kastellet)", "Nordhavn Estació" i "Sara har...". L'any 2006, la banda inaugurà el Festival de Roskilde.
El cantant Johan Olsen també és un doctorat en biologia molecular i professor a la Universitat de Copenhaguen, mentre que Johan Olsen, durant l'estiu de 2007, participà en un programa de ràdio a la DR P3 anomenat Sommerskolen.